# Шахтинськ
Ша́хтинськ (каз. Шахтинск) — місто, центр Шахтинської міської адміністрації Карагандинської області.
Населення — 38923 особи (2021; 35997 у 2009, 58652 у 1999, 64862 у 1989).